# Ise Gropius
Ise Frank, conocida como Ise Gropius (Wiesbaden, 1 de marzo de 1897-Lexington, Massachusetts, 9 de junio de 1983) fue una editora y escritora alemana.

## Biografía
Fue la hija del concejal prusiano Georg Frank y su esposa Paula Heckmann, vivió en Hannover hasta 1921, luego durante dos años en Múnich, donde trabajó en el comercio de libros. Tras su regreso a Hannover en 1923, conoció al entonces director de la Escuela de la Bauhaus, Walter Gropius. Durante una de sus conferencias repentinamente dejó a su entonces prometido, un primo, y llegó a Weimar poco antes del inicio de la exposición de la Bauhaus de 1923. El 16 de octubre de se mismo año, se casó con Walter Gropius en Weimar; y Wassily Kandinsky y Paul Klee fueron sus testigos de boda. Juntos adoptaron a Beate Forberg, llamada Ati, después de la muerte de su madre, una de las dos hermanas de Ise. La actriz Ellen Frank era la hermana menor.
Ise Gropius renunció a una profesión independiente y entró al servicio de la Bauhaus: como secretaria, editora, organizadora y para Gropius como «socio de igual rango». En una entrevista publicada póstumamente en 1986, afirmó: «La idea de la Bauhaus se convirtió en mi segundo yo. Una vez que te infectaba, tenía un efecto en todos los aspectos de tu vida».
Además de las tareas organizativas, también participó en algunos de los trabajos de diseño. Con las correcciones arquitectónicas de su esposo, diseñó las Casas de los Maestros de Dessau y objetos para la cocina, poco antes de que Margarete Schütte-Lihotzky diseñara la revolucionaria cocina Frankfurt en 1926.
A más tardar en el verano de 1930, existió una relación extramarital con Herbert Bayer, que duró hasta que ella emigró a Londres. La pareja se conoció por sus actividades conjuntas en la Bauhaus desde 1925.
Un gran número de fotografías privadas y públicas del matrimonio Gropius forma parte del acervo de Walter e Ise Gropius que se encuentra conservado en el Archivo de la Bauhaus de Berlín y el archivo de la Biblioteca Houghton de la Biblioteca de la Universidad de Harvard. No es posible identificar claramente la autoría de la mayoría de las fotografías, ya que en parte no están etiquetadas y en parte solo están tituladas. Únicamente los autorretratos de Ise Gropius, que muestran su imagen en el espejo o su imagen en la sombra fotografiada, son claramente suyos.
La verdadera tarea de Ise Gropius en la Bauhaus, y más tarde en Berlín, Gran Bretaña y Estados Unidos, fue la redacción de cartas y la edición de ensayos científicos, conferencias y artículos de Walter Gropius. Sobre la base de textos de autoría conjunta, adaptó los textos a las respectivas tareas.
En Berlín comenzó a publicar bajo su propio nombre. Inspirada por los viajes y sus propios intereses, escribió una gran cantidad de artículos que vendió a editoriales. Estos incluyeron Un viaje alrededor del mundo en el gramófono (Weltreise am Grammofon. Deutsche Allgemeine Zeitung (DAZ), finales de 1934), Los ingleses en casa (Engländer zu hause. Beyers für alle,1933/1934), El apartamento de servicio (Die Gebrauchswohnung, K. Thiemanns Verlag, octubre de 1929), Amas de casa, perros salchicha y otros ciudadanos del mundo (Hausfrau, Dackel und andere Weltbürger. DAZ , 17 de abril de 1934) o ¿Cómo es el neoyorquino? ( Wie sieht die New Yorkerin. Die Dame, noviembre de 1928).
Tras emigrar a Londres , de 1934 a 1937, y finalmente, a Estados Unidos, su breve éxito llegó a su fin rápidamente. Después de ofrecer el artículo La abuela era una chica profesional al Atlantic Monthly, recibió un rechazo. Esto se hizo con el argumento de que no querían respaldar ni siquiera fomentar la «horrible idea» de la mujer trabajadora, que Ise Gropius comentaba en su contribución y que, como autora, también representaba este ideal. Decidió dejarlo así y a partir de entonces se concentró en la edición de los textos de Walter Gropius. Gropius le dedicó sus libros como un «consuelo».
No fue hasta el catálogo Bauhaus 1919-1928 de 1938, que acompañó a la exposición de la Bauhaus en el Museo de Arte Moderno, cuando fue nombrada autora y editora junto con Walter Gropius y Herbert Bayer, logrando así el reconocimiento público por su trabajo.

## Biografías
- Ise Gropius: Bauhaus-Tagebuch 1923–1928. Unveröffentlichtes Typoskript, Nachlass Gropius, Bauhaus-Archiv Berlin.
- Ise Gropius: Small But Perfect Things: A Remembrance by Ise Gropius. Boston 1986.